# Henry Marc Brunel
Henry Marc Brunel (Westminster, Londres, 27 de junho de 1842 – Westminster, Londres, 7 de outubro de 1903) era um engenheiro civil britânico. Ele era o filho do Isambard Kingdom Brunel e neto do Marc Isambard Brunel, ambos famosos engenheiros britânicos de origem francesa. Brunel está enterrado com seu pai, avô e outros membros da família no Kensal Green Cemetery, em Londres. Ele realizou trabalhos que lançariam as bases para o projeto do Túnel do Canal.
Henry Marc Brunel nasceu em Westminster, Londres, em 27 de junho de 1842. Ele frequentou o King's College London de 1859 a 1861 e depois ganhou experiência em engenharia civil por meio de vários estágios.
Com Sir John Hawkshaw, ele desmontou a ponte Hungerford (Londres) cujos correntes estão agora na ponte suspensa de Clifton, na cidade de Bristol.

### O inventor do método do corer gravitaciona

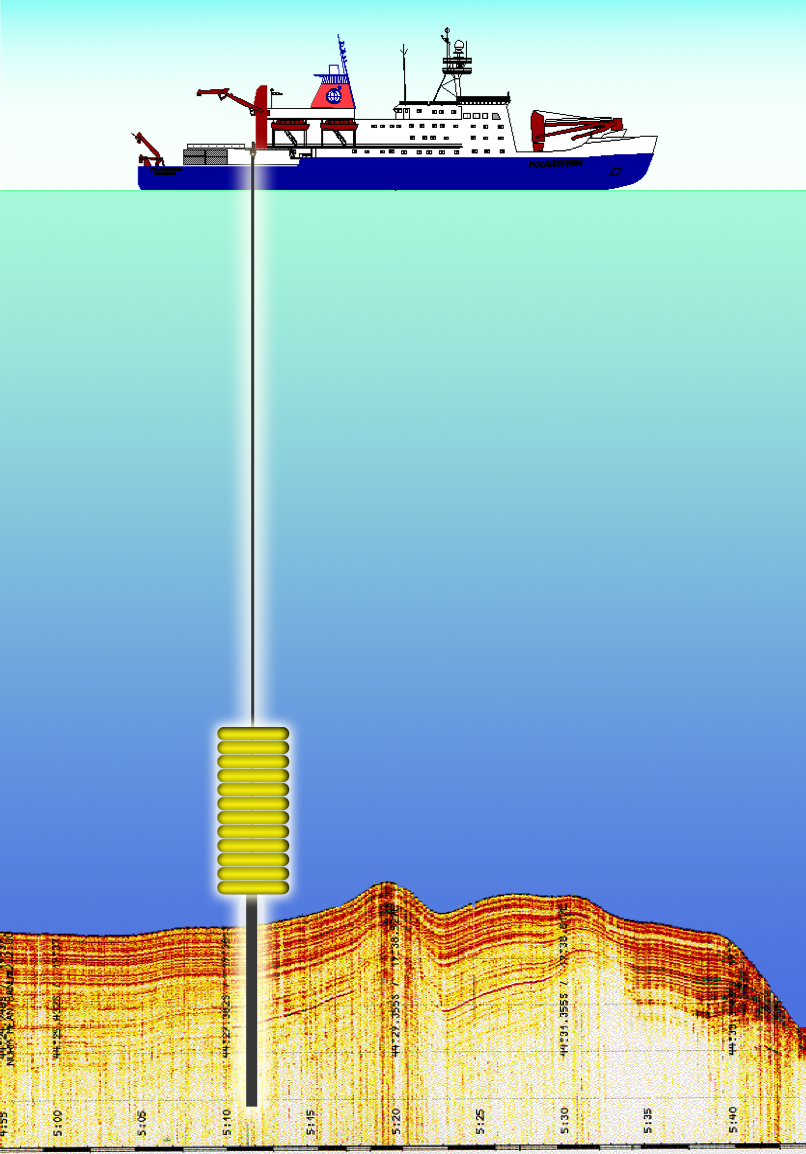
O corer gravitaciona

Em 1866, ele realizou um levantamento geológico do fundo do Estreito de Dover. Para este fim, ele inventou o método do corer gravitacional, um método de investigação geológica que ainda hoje é utilizado. O corer gravitacional permite aos pesquisadores amostrar e estudar as camadas sedimentares do fundo do mar. Ele consiste em um tubo aberto com um peso de chumbo e um mecanismo de gatilho que libera o corer de seu cabo de suspensão quando o corer é baixado até o fundo do mar e um pequeno peso toca o solo.

### Um precursor do Eurotúnel
Através destes estudos, Henry Marc Brunel provou que o afloramento de giz era contínuo no fundo do mar, demonstrando assim a viabilidade de um túnel entediado sob o Canal.

### O projetista da Ponte da Torre
A partir de 1878 Henry trabalhou em colaboração com Sir John Wolfe Barry, com quem projetou a ponte ferroviária Blackfriars (Londres) e, uma das pontes mais famosas do mundo, a Ponte da Torre (Tower Bridge), que atravessa o rio Tamisa no centro de Londres.

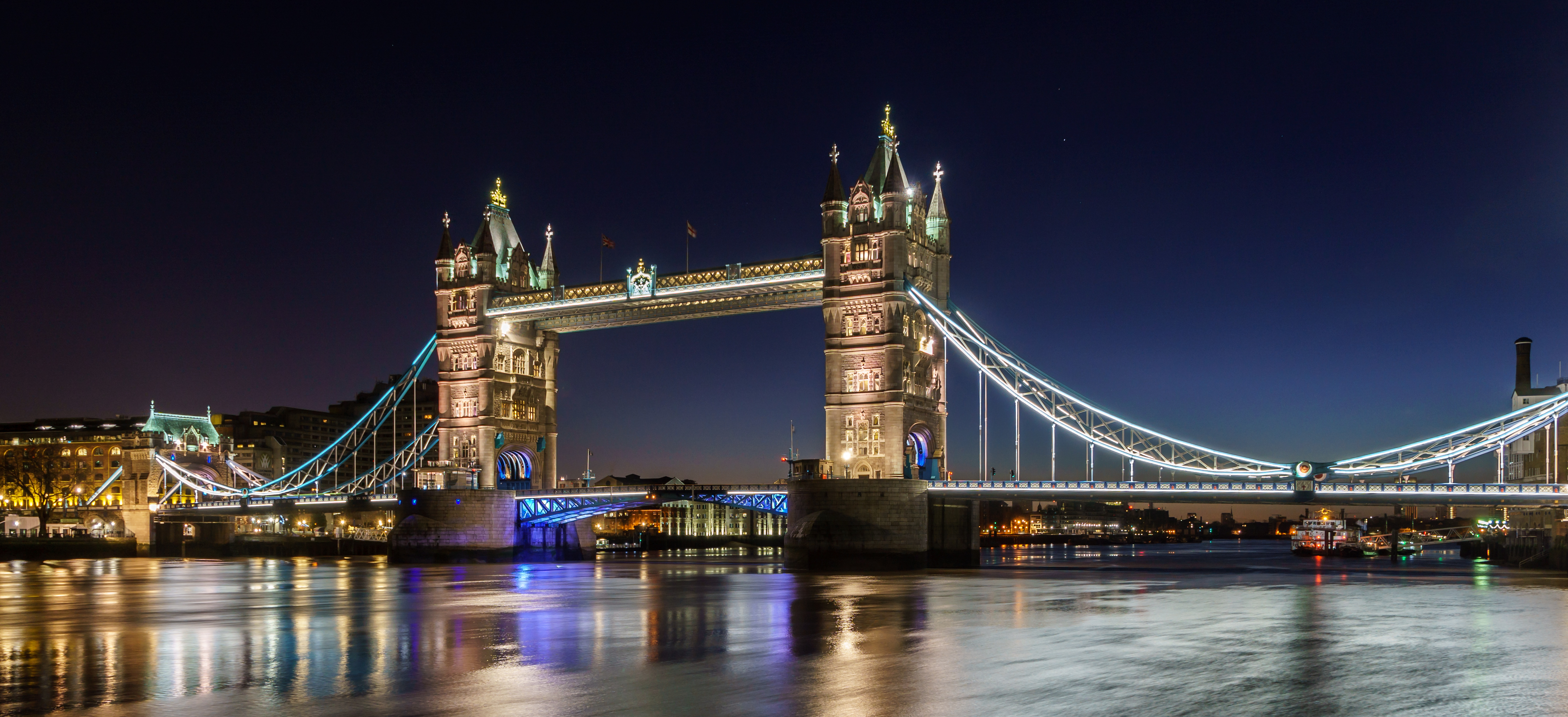
A ponte da Torre

### O projetista de um navio ligado à história do continente africano

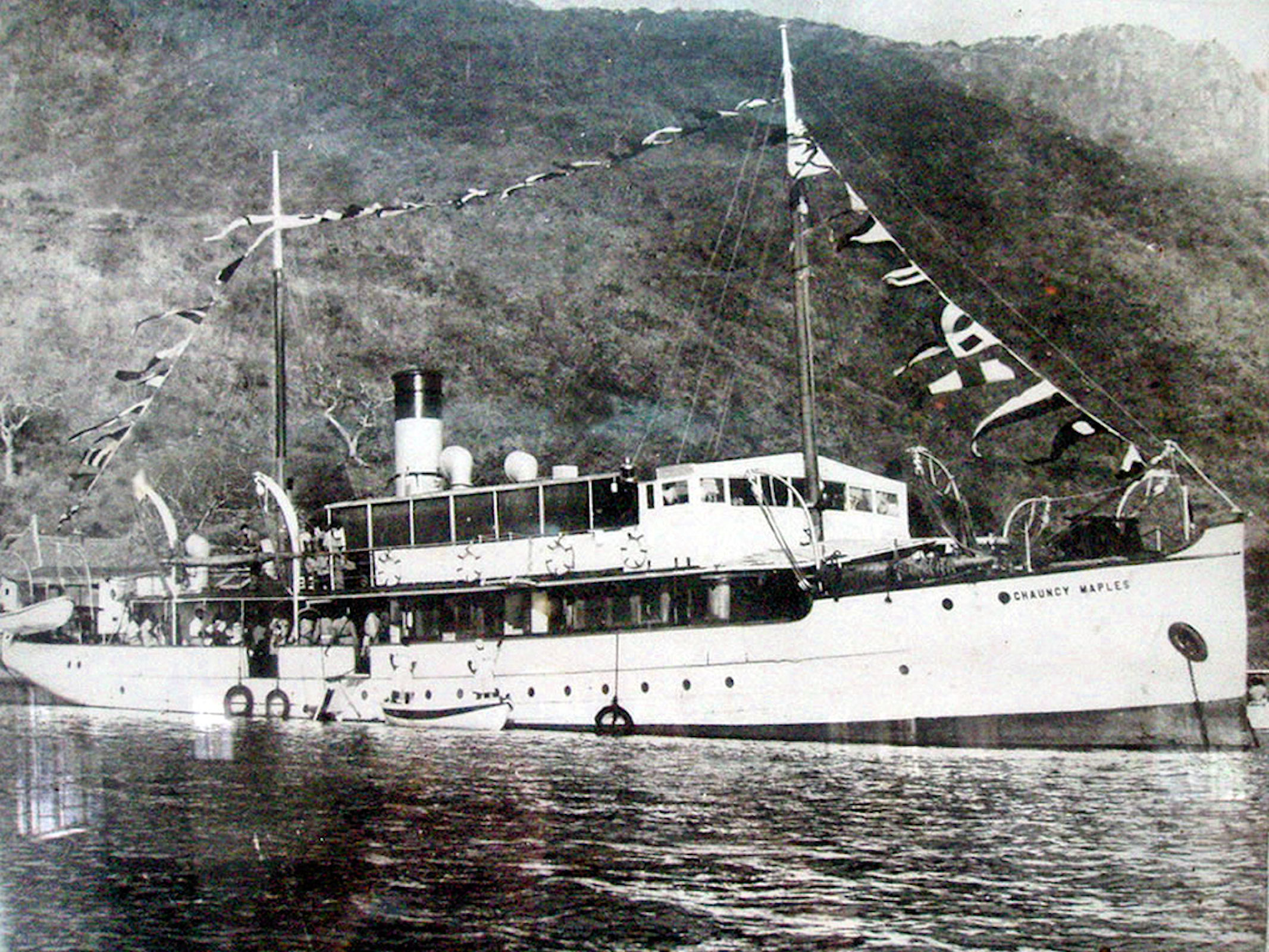
Chauncy Maples, 1952

Henry Marc Brune projetou um navio, o SS Chauncy Maples, que foi construído em Glasgow em 1899 antès de ser desmontado e transportado por terra para o Lago Nyasa na África.
O navio foi o primeiro navio motorizado da África, onde serviu por mais de cem anos como uma missão e clínica hospitalar e um poste de correiro (durante a Primeira Guerra Mundial, no entanto, ela foi convertida em uma canhoneira).
Outra missão do navio era contribuir para a luta contra a escravidão, que ainda era praticada por razões econômicas.